# Leisi
Leisi – okręg miejski w Estonii, w prowincji Saare. Ośrodek administracyjny gminy Leisi.
W miejscowości znajduje się cerkiew pw. św. Olgi, zbudowana w latach 1871–1872; obecnie w jurysdykcji Estońskiego Apostolskiego Kościoła Prawosławnego.